# Максимальна функція Гарді — Літлвуда
У математиці максимальний оператор Гарді — Літлвуда M є важливим сублінійним оператором, що широко застосовується у дійсному і гармонічному аналізі. Аргументом цього оператора є локально інтегровна функція f : Rd → C і результатом інша функція Mf яка в кожній точці x ∈ Rd рівна супремуму середніх значень, які функція f має в усіх кулях з центром у цій точці. Точніше
{\displaystyle Mf(x)=\sup _{r>0}{\frac {1}{|B(x,r)|}}\int _{B(x,r)}|f(y)|\,dy}
де B(x, r)  є кулею радіуса r з центром у точці x і |E| позначає d-вимірну міру Лебега підмножини E ⊂ Rd.
Середнє значення є неперервною функцією аргументів x і r, тому максимальна функція Mf, як супремум по r > 0, є вимірною. Важливим результатом є те, що Mf є майже всюди скінченною, що випливає із максимальної нерівності Гарді — Літлвуда.

## Максимальна нерівність Гарді — Літлвуда
Оператор M є обмеженим як сублінійний оператор із Lp(Rd) у себе для p > 1. Якщо f ∈ Lp(Rd) тоді максимальна функція Mf є слабко L1-обмеженою і Mf ∈ Lp(Rd). Для формального твердження теореми позначимо для простоти як {f > t} множину {x | f(x) > t}. Тоді:
Теорема (Слабка оцінка). Для d ≥ 1 і f ∈ L1(Rd), існує константа Cd > 0 така, що для всіх λ > 0:
{\displaystyle \left|\{Mf>\lambda \}\right|<{\frac {C_{d}}{\lambda }}\Vert f\Vert _{L^{1}(\mathbf {R} ^{d})}.}

Із використанням цієї нерівності і теореми Марцинкевича можна отримати сильніше твердження:
Теорема (Сильна оцінка). Для d ≥ 1, 1 < p ≤ ∞ і f ∈ Lp(Rd),
існує константа Cp,d > 0 для якої
{\displaystyle \Vert Mf\Vert _{L^{p}(\mathbf {R} ^{d})}\leq C_{p,d}\Vert f\Vert _{L^{p}(\mathbf {R} ^{d})}.}

Найкращі значення для константи Cp,d не є відомими. Проте Штейн із використанням метода Зигмунта — Кальдерона довів таку теорему:
Теорема (незалежність від розмірності). Для 1 < p ≤ ∞ можна вибрати Cp,d = Cp незалежно від розмірності d.

## Доведення
Для p = ∞, нерівність є тривіальною (оскільки середнє значення функції є не більшим ніж її істотний супремум). Для 1 < p < ∞ використовується версія леми Віталі про покриття для доведення слабкої оцінки:
Лема. Нехай X — сепарабельний метричний простір і {\displaystyle {\mathcal {F}}} — сім'я відкритих куль обмеженого діаметра. Тоді у  {\displaystyle {\mathcal {F}}} існує не більш, ніж зліченна підмножина {\displaystyle {\mathcal {F}}'} усі елементи якої не перетинаються між собою і також
{\displaystyle \bigcup _{B\in {\mathcal {F}}}B\subset \bigcup _{B\in {\mathcal {F'}}}5B}

де 5B для кулі B позначає кулю з тим же центром і радіусом в 5 раз більшим.
Якщо Mf(x) > t, тоді, за означенням, можна знайти кулю Bx з центром у точці x для якої
{\displaystyle \int _{B_{x}}|f|dy>t|B_{x}|.}
Згідно леми, серед таких куль можна знайти послідовність куль Bj, що не перетинаються між собою і для яких кулі 5Bj покривають множину {Mf > t}.
Звідси також:
{\displaystyle |\{Mf>t\}|\leq 5^{d}\sum _{j}|B_{j}|\leq {5^{d} \over t}\int |f|dy.}
Це завершує доведення слабкої оцінки. Далі із неї доводяться оцінки для Lp. Введемо функцію b задану як b(x) = f(x), якщо |f(x)| > t/2 і 0 в іншому разі. Застосувавши слабку оцінку до функції b одержуємо:
{\displaystyle |\{Mf>t\}|\leq {2C \over t}\int _{|f|>{\frac {t}{2}}}|f|dx,}
де C = 5d. Тоді
{\displaystyle \|Mf\|_{p}^{p}=\int \int _{0}^{Mf(x)}pt^{p-1}dtdx=p\int _{0}^{\infty }t^{p-1}|\{Mf>t\}|dt}
Згідно оцінки вище маємо:
{\displaystyle \|Mf\|_{p}^{p}\leq p\int _{0}^{\infty }t^{p-1}\left({2C \over t}\int _{|f|>{\frac {t}{2}}}|f|dx\right)dt=2Cp\int _{0}^{\infty }\int _{|f|>{\frac {t}{2}}}t^{p-2}|f|dxdt=C_{p}\|f\|_{p}^{p}}
де константа Cp залежить лише від p і d. Це завершує доведення теореми.
Константу {\displaystyle C=5^{d}} у доведенні можна покращити до {\displaystyle 3^{d}} використовуючи внутрішню регулярність міри Лебега і скінченну версію леми Віталі про покриття.

## Застосування
Максимальна нерівність Гарді — Літлвуда застосовується зокрема для доведення таких тверджень:
- Теорема Лебега про диференціювання
- Теорема Радемахера